# Скамандар
Скамандар је у грчкој митологији био бог Скамандара, највеће реке у Троади.

## Митологија
Према Хесиодовој теогонији, он је син Океана и Тетије, а у „Илијади“ он је Зевсов син. Њему су Тројанци жртвовали животиње, јер се борио на њиховој страни током тројанског рата. Када је Ахил на обалама његове реке поубијао многе Тројанце, расрђени Скамандар је послао своје таласе да га удаве. Међутим, Хера је послала Хефеста да то спречи и он је својом ватром исушио реку и препао Скамандара, али га је на Херин захтев ипак поштедео.
Скамандар је био ожењен нимфом Идејом, која му је родила Теукра, а Аполодор наводи и две његове кћерке, Калироју и Стримо (или Роју). Он је отац и тројанских нимфи, а Плутарх као његову кћерку наводи и нимфу Глауку.
Према другом предању, Скамандар није био бог већ смртник и са својим сином Теукром је у Троаду дошао са Крита. Ту су их угрозли мишеви који су им изгризли тетиве на луковима и ремење. Пошто су успели да се изборе са глодарима, подигли су светилиште Аполону Сминтеју. Скамандар је погинуо тако што се удавио у реци Ксанту, која од тада носи његово име.
Скамандаров унук се такође звао Скамандар и био је краљ Беотије. Био је син Скамандарове кћерке Глауке и Дејмаха. Глаука је признала Хераклу да је имала љубавну аферу са Дејмахом и Херакле ју је, након што је родила сина, одвео, заједно са дететом Елеону, Дејмаховом оцу, у Беотију. Скамандар је са Акидусом имао три кћерке, девице. Према неким ауторима, река је добила назив по овом Скамандеру, а два извора према именима његове мајке и жене.